# Ulko-Tammio
Ulko-Tammio (föråldrat svenskt namn Yttre Stamö) är en finländsk ö i Finska viken. Den ligger sydost om Fredrikshamns centrum, cirka 12 kilometer från fastlandet. Ön är en del av Östra Finska vikens nationalpark. Öns area är 49,5 hektar och dess största längd är 1,4 kilometer i sydöst-nordvästlig riktning.
Ulko-Tammio befästes under mellanfreden. Befästningen deltog i Fortsättningskriget under Slaget vid Sommarö och kunde med tung artillerield försvara ön Sommarö 18 kilometer sydost från ett sovjetiskt angrepp.